# ACT-hallen
ACT-hallen, tidigare Tjusthallen, Plivit Arena och Plivit Trade-hallen, , är en ishall som byggdes 1984 och ligger vid Bökensveds sportanläggning i Västervik. Arenan är hemmaplan för Västerviks IK i Hockeyallsvenskan. Hallen tar cirka 2 500 åskådare varav cirka 1 000 är sittplatser. 

## Om hallen
Byggstarten av ishallen skedde i maj 1984 och invigningen skedde 24 november 1984 då cirka 1 500 åskådare såg första matchen som spelades mellan Västerviks IK och Eksjö. Matchen slutade med förkrossande 24-0 till VIK.
Nytt publikrekord sattes 31 mars 2016 då Västerviks IK mötte Södertälje SK i kval till Hockeyallsvenskan inför 2 450 åskådare. Västervik vann med 5-1 och säkrade i och med det en plats i Hockeyallsvenskan. Det tidigare publikrekordet var 2 413 åskådare på en division 1-match mot IK Oskarshamn den 13 november 1996. Division 1 var då den näst högsta serien och VIK vann med 5-2.
Inför säsongen 2017/2018 fick hallen en ny sarg. I hallen finns också en cafeteria, Hyllan, som håller öppet när det är matcher.
28 maj 2019 ändrades arenans namn till Plivit Arena istället för Plivit Trade-hallen. Efter säsongen 2022/23 löpte dåvarande sponsoravtal ut och namnet återgick till Tjusthallen. Under hösten 2023 fick man en ny sponsor och hallen tog namnet ACT-hallen.